# Jimmy Lewis (Bassist)
James „Jimmy“ Lewis (* 11. April 1918 in Nashville, Tennessee; † 2000 in New York City) war ein US-amerikanischer Rhythm-&-Blues- und Jazzmusiker (Kontrabass, E-Bass).

## Leben und Wirken
Lewis spielte Anfang der 1940er-Jahre bei Buddy Johnson, mit dem erste Aufnahmen für Decca entstanden; 1947 nahm er in seiner Heimatstadt mit Ivory Joe Hunter auf. Ab 1950 war er Mitglied im Count Basie Orchestra; im Laufe seiner Karriere spielte er außerdem mit Paul Quinichette, Hal Singer, Doc Pomus, Billy Valentine, Bubber Johnson, King Curtis, Helen Carr, Al Casey, Grant Green, Lou Donaldson, Eddie Kirkland, Wilson Pickett, Otis Redding, Esther Phillips, Solomon Burke, Dave Pike, Byrdie Green, Willis Jackson, Hammond Smith, Charles Kynard, Idris Muhammad und Buddy Terry. Im Bereich des Jazz war er zwischen 1942 und 1986 an 126 Aufnahmesessions beteiligt. Anfang der 1980er-Jahre begleitete er (mit dem Pianisten Gerald Cook) die Sängerin Alberta Hunter bei Auftritten in New Yorker Jazzclubs, ebenso mit dem Pianisten Robert Banks die Sängerin Lu Elliott bei ihren Auftritten in New York City. Mitte des Jahrzehnts spielte er im Quartett von Joe Albany.
Er ist nicht mit dem gleichnamigen Rhythm-&-Blues-Musiker Jimmy „Baby Face“ Lewis zu verwechseln.